# Poularde Albuféra

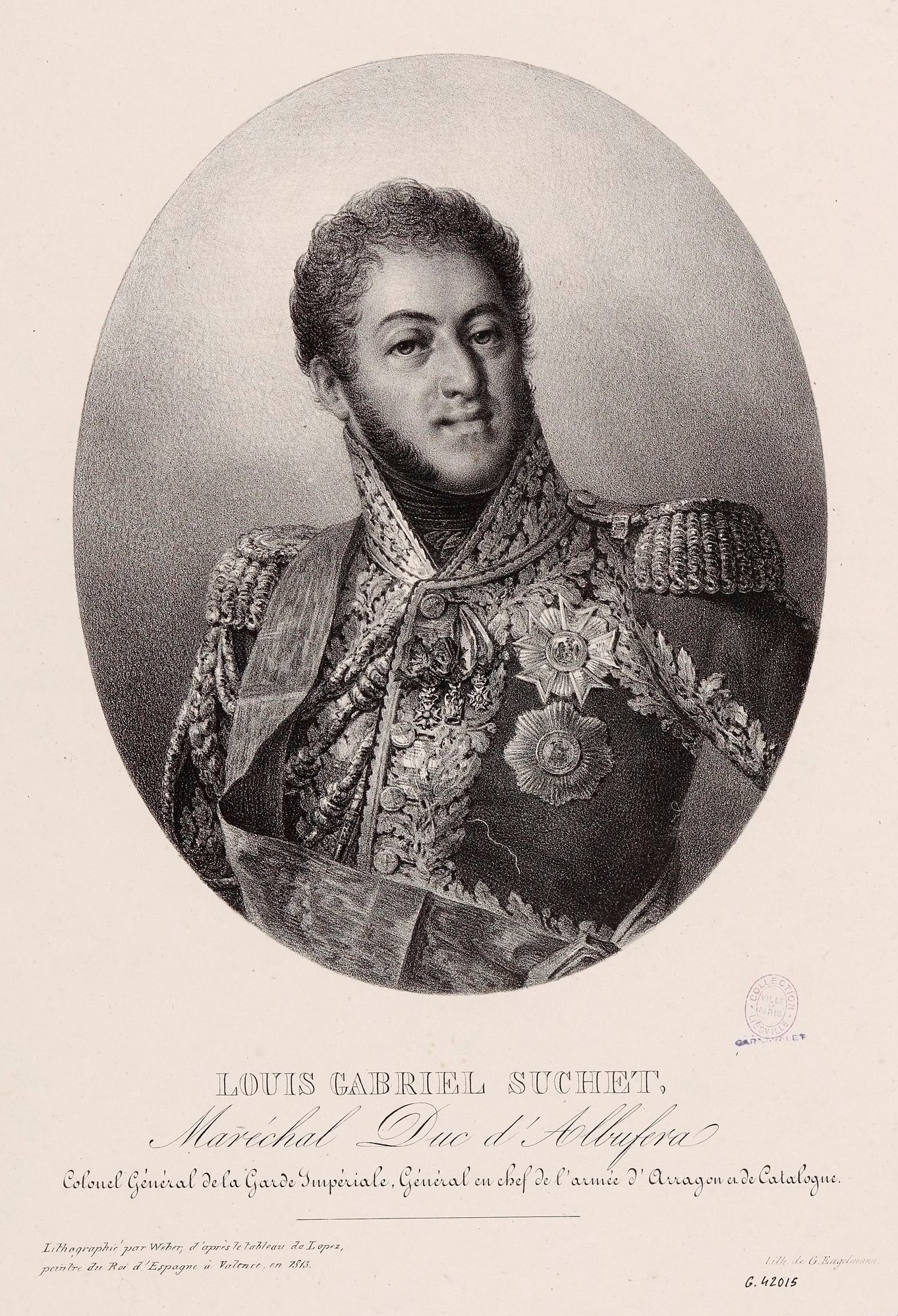
Le maréchal Suchet, duc d'Albuféra.

La poularde Albuféra est une poularde farcie, pochée, nappée d'une sauce Albuféra et richement garnie de truffes, rognons de coq, quenelles, etc., emblématique de la riche cuisine du XIXe siècle. Elle était servie sous le Second Empire dans le restaurant le plus couru de Paris : le Café Anglais.

## Histoire
La poularde Albuféra aurait été créée par le chef Adolphe Dugléré (1805-1884) et dédiée au maréchal Louis-Gabriel Suchet, duc d'Albuféra,. Une première recette anonyme est publiée par Le Figaro du 12 avril 1901, Fulbert Dumonteil (1906) donne la recette du Café Anglais extrêmement riche et à la garniture moins travaillée que celle d'Escoffier dans son Guide culinaire, en 1903,. En 1923, Théophile Gringoire et Louis Saulnier dans leur Répertoire de la cuisine la répliquent en la simplifiant (garnie de truffes entières au lieu de truffes tournées en petits pois). Enfin Escoffier donne une version plus détaillée dans Ma cuisine (1934).
Le restaurant Divoir à Lille servait une recette proche que donne également Fulbert Dumonteil (1906) la poularde à la Boufflers avec un peu de curry dans le riz de la farce et une garniture de crêtes de coq qu'a repris Escoffier.

## Une recette riche et intouchable

### La version classique d'Escoffier
« La poularde farcie d'un appareil composé de 250 g. de riz, 100 g. de foie gras et 100 g. de truffes en dés. Pocher, dresser, et napper la pièce d'une sauce Albuféra. Entourer de petites tartelettes cuites à blanc, garnies de truffes en petits pois levées à la cuillère, quenelles de même forme, petites têtes de champignons et rognons de coq, liés avec la même sauce. Une belle lame de langue écarlate taillée en crête de coq entre chaque tartelette,. »
La sauce Albuféra est détaillée dans Ma cuisine : « Débrider la volaille, la dresser sur plat ovale de préférence, l'entourer de belle têtes de champignons, crêtes et rognons de coq, lamelles de truffe. Le tout saucé de sauce blonde dite allemande additionnée de 5 à 6 cuillerées de glace de viande par litre de sauce, et autant de crème fraîche. »

### La recette évolue peu
Le restaurant Lasserre sert une poularde « Grand Palais » en 1945 (avec riz, sauce suprême au porto et champignons fourrés de foie gras) qui, selon Nicolas de Rabauby, serait inspirée de la poularde Albuféra,. On en rapporte des versions éponymes mais abusivement faite de poulet et garnies de cardons.  En 1974, Claude Terrail précise qu'il utilise un riz pilaf dans sa farce. 

## Postérité: un plat symbole de luxe et perfection
La poularde Albuféra est toujours servie telle qu'en elle-même, symbole de luxe et d'extraordinaire : Alain Ducasse la sert au Meurice pour le réveillon du Nouvel An 2020 avec de la truffe blanche « Poularde Albuféra, tartufi di Alba » ; alors que Guy Savoy inscrit la poularde pochée à la truffe sauce Albuféra, légumes racine, au menu de son réveillon de Noël de la même année . La seule évocation de la sauce Albuféra donne prestige à la poularde truffée en vessie du nouveau restaurant Alain Chapel, et une aura d'exclusivité aux blancs de poularde de Pierre Gagnaire,,. Elle est le plat principal du centenaire du très fermé Club des Cent et la sauce que les Meilleurs ouvriers de France doivent connaître,. Elle est servie dans les restaurants les plus fins comme cette poularde de Bresse au riz de Niigata, sauce Albuféra accompagnée d'une salade de kombu par Julien Royer au restaurant Odette de la National Gallery de Singapour (2021). 

Elle ne s'accompagne que des plus fins vins blancs (chablis, meursault, puligny-montrachet).

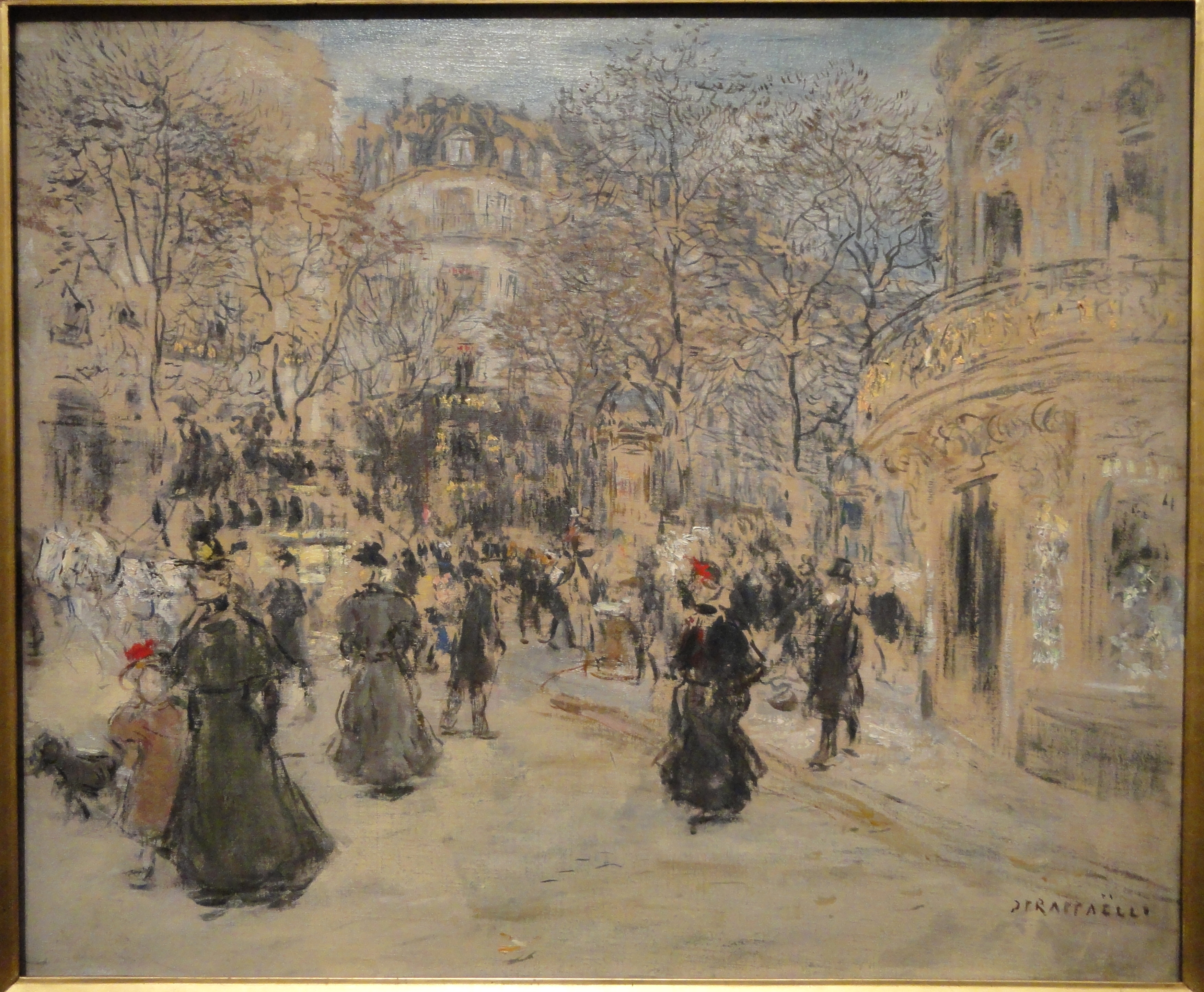
Le Café Anglais boulevard des Italien en 1900 (J-F Raffaelli - Corcoran Gallery of Art)

## Anthologie
J-C Fulbert-Dumonteil (1831-1912) donne dans L'art du bien manger : suivi de l'art de choisir les vins et de les servir à table (Paris, 1906) la recette originale de la Poularde à la Albuféra du Café Anglais. 

« Préparez une poularde comme pour la truffer. Troussez-la en entrée. Assaisonnez-la de sel épicé à l'intérieur. Faites cuire du riz au consommé; une fois cuit, ajoutez-y 4 cuillerées à ragoût de velouté réduit avec un bon morceau de glace de viande, de la crème double, le tout fini de beurre fin. Ajoutez-y une demie livre de truffes fraiches coupées en lames. Mélangez bien le tout avec votre riz. 
D'autre part faite braiser un foie gras au madère. Coupez-le en lames épaisses. Garnissez alors votre poularde du riz préparé comme il est dit, et de vos lames de foie gras, en alternant l'un et l'autre jusqu'à ce que votre poularde soit bien bondée. Bridez-la très ferme et faites-la braiser à blanc. Pour garniture de votre poularde, vous mettez un cordon de grosses truffes cuites au champagne et un autre cordon d'escalopes de foie gras sautées au madère. Frappez votre poularde de sauce suprême très riche. Servez en même temps que la poularde, une saucière de votre sauce suprême et un légumier de riz blanc bien égrené. »